# Szabolcs-Szatmár-Bereg vármegyei labdarúgó-bajnokság (első osztály)
A Nyír-Wetland Vármegyei I. osztály Szabolcs-Szatmár-Bereg megyében zajló bajnokságok legmagasabb osztálya, ami országos szinten negyedosztálynak felel meg. A bajnokságot a megyei szövetség írja ki. A bajnok osztályozót játszik egy másik vármegye bajnokával, amelynek megnyerése esetén az NB III keleti csoportjában folytathatja, míg minimum az utolsó két helyezett csapat a megyei másodosztály küzdelmeiben folytathatja szereplését (a kiesők száma emelkedik, amennyiben a bajnokcsapat veszít az osztályozón, illetve ha van Szabolcs-Szatmár-Bereg vármegyei kieső az NB III-ból).

## A bajnokság csapatai
2023/2024-ben az alábbi csapatok szerepelnek a bajnokságban:
| Csapat                         | Település     |
| ------------------------------ | ------------- |
| Austria Juice-Vásárosnamény SE | Vásárosnamény |
| Csenger FC                     | Csenger       |
| Ibrány SE                      | Ibrány        |
| Kállósemjén SE                 | Kállósemjén   |
| Kemecse SE                     | Kemecse       |
| Kótaj SE                       | Kótaj         |
| Mándok KSE                     | Mándok        |
| Mátészalkai MTK                | Mátészalka    |
| Nagyecsed Rákóczi SE           | Nagyecsed     |
| Nagykállói VSE                 | Nagykálló     |
| Nyírbátori LSE                 | Nyírbátor     |
| Nyírbéltek KSE                 | Nyírbéltek    |
| Nyíregyháza Spartacus II.      | Nyíregyháza   |
| Nyírmeggyes SK                 | Nyírmeggyes   |
| Tarpa SC                       | Tarpa         |
| Újfehértó SE                   | Újfehértó     |

## Bajnoki múlt
| Év                      | 1. hely                       | 2. hely              | 3. hely                        |
| ----------------------- | ----------------------------- | -------------------- | ------------------------------ |
| 1967                    | Nagykálló VSE                 | Nyíregyházi VSC      | Nyírbátori Spartacus           |
| 1968                    | Tuzsér-MEDOSZ                 | Nyíregyházi VSC      | Tiszalök VSE                   |
| 1969                    | Rakamazi Spartacus SE         | Tiszalök VSE         | Honvéd Dimitrov SE             |
| 1970 tavasz (A csoport) | Tiszavasvári SE               | Tiszalök VSE         | Kisvárda SE                    |
| 1970 tavasz (B csoport) | Nagyecsed-Rákóczi SE          | Fehérgyarmati FC     | Honvéd Dimitrov SE             |
| 1970/1971               | Tiszavasvári SE               | Nyíregyházi Dózsa    | Nagyhalászi SE                 |
| 1971/1972               | Tiszalök VSE                  | Nagykálló VSE        | Tyukodi FK                     |
| 1972/1973               | Kisvárda SE                   | Vásárosnamény SE     | Nagyhalászi SE                 |
| 1973/1974               | Nagyhalászi SE                | Tyukodi FK           | Nagykálló VSE                  |
| 1974/1975               | Rakamazi Spartacus SE         | Tiszavasvári SE      | Nyíregyházi Volán-Dózsa        |
| 1975/1976               | Kisvárda SE                   | Nagyhalászi TSZ      | Tiszavasvári Lombik            |
| 1976/1977               | Nyíregyházi VSC               | Honvéd Asztalos SE   | Tiszavasvári Lombik            |
| 1977/1978               | Nyírbátori FC                 | Nagykálló VSE        | Honvéd Asztalos SE             |
| 1978/1979               | Honvéd Asztalos SE            | Tiszavasvári SE      | Záhonyi VSC                    |
| 1979/1980               | Tuzsér ERDÉRT-MEDOSZ          | Tyukodi FK           | Nagyhalászi SE                 |
| 1980/1981               | Rakamazi Spartacus SE         | Nagyhalászi SE       | Tiszavasvári SE                |
| 1981/1982               | Mátészalkai MTK               | Záhonyi VSC          | Ibrány SE                      |
| 1982/1983               | Baktalórántháza VSE           | Fehérgyarmati FC     | Nagykálló VSE                  |
| 1983/1984               | Honvéd Asztalos János SE      | Záhonyi VSC          | Nagyecsed-Rákóczi SE           |
| 1984/1985               | Tiszavasvári SE               | Nagyecsed-Rákóczi SE | Nagykálló VSE                  |
| 1985/1986               | Nyíregyházi Volán-Dózsa       | Nagyhalászi SE       | Záhonyi VSC                    |
| 1986/1987               | Kisvárda SE                   | Nagykálló VSE        | Nagyecsed-Rákóczi SE           |
| 1987/1988               | Tiszavasvári SE               | Nagyecsed-Rákóczi SE | Levelek SE                     |
| 1988/1989               | Mátészalkai MTK               | Levelek SE           | Nagykálló VSE                  |
| 1989/1990               | Levelek SE                    | Baktalórántháza VSE  | Nagyhalászi SE                 |
| 1990/1991               | Nagyhalászi SE                | Záhonyi VSC          | Újfehértó SE                   |
| 1991/1992               | Nagykálló VSE                 | Baktalórántháza VSE  | Sényő SC                       |
| 1992/1993               | Nyírbátor FC                  | Sényő SC             | Csenger FC                     |
| 1993/1994               | Sényő SC                      | Baktalórántháza VSE  | Újfehértó SE                   |
| 1994/1995               | Baktalórántháza VSE           | Vásárosnamény SE     | Záhonyi VSC                    |
| 1995/1996               | Demecseri Kinizsi SE          | Vásárosnamény SE     | Ibrány SE                      |
| 1996/1997               | Vásárosnamény SE              | Nagyhalászi SE       | Ibrány SE                      |
| 1997/1998               | Ibrány SE                     | Nagyhalászi SE       | Kisléta SC                     |
| 1998/1999               | Kisléta SC                    | Nagyhalászi SE       | Nyírmeggyes SK                 |
| 1999/2000               | Záhonyi VSC                   | Nyírmeggyes SK       | Nagyecsed-Rákóczi SE           |
| 2000/2001               | Nyíregyháza Kertváros         | Tuzsér SE            | Nyírmeggyes SK                 |
| 2001/2002               | II. Rákóczi Ferenc SE Szakoly | Volán Sényő SC       | Nyírlugos SE                   |
| 2002/2003               | Volán Sényő SC                | Nyírkarászi KSE      | Fehérgyarmati FC               |
| 2003/2004               | Nyírkarászi KSE               | Jánkmajtis KSE       | Nagykálló VSE                  |
| 2004/2005               | Balkány SE                    | Jánkmajtis KSE       | Tiszabecs LC                   |
| 2005/2006               | Nyírmadai ISE                 | Jánkmajtis KSE       | Nagyecsed-Rákóczi SE           |
| 2006/2007               | Nagyecsed-Rákóczi SE          | Várda SE             | Tiszavasvári SE                |
| 2007/2008               | Kemecse SE                    | Tiszalök VSE         | Tiszakanyár KSE                |
| 2008/2009               | Kótaj SE                      | Nagyhalászi SE       | Nyírbátori FC                  |
| 2009/2010               | Újfehértó SE                  | Nagyhalászi SE       | Nyírbátori FC                  |
| 2010/2011               | Várda SE                      | Nyírbátori FC        | Nagyhalászi SE                 |
| 2011/2012               | Nagyszekeres-Unio SE          | Tiszavasvári SE      | Nyírmadai ISE                  |
| 2012/2013               | Kemecse SE                    | Nyírmadai ISE        | Nagykállói VSE                 |
| 2013/2014               | Nagykállói VSE                | Baktalórántháza VSE  | Balkányi SE                    |
| 2014/2015               | Tuzsér SE                     | Nyírmadai ISE        | Baktalórántháza VSE            |
| 2015/2016               | Ibrány SE                     | Nagyecsed Rákóczi SE | Sényő SC                       |
| 2016/2017               | Balkány SE                    | Nagyecsed Rákóczi SE | Tiszavasvári SE                |
| 2017/2018               | Sényő SC                      | Nyírgyulaj KSE       | Nagyhalászi SE                 |
| 2018/2019               | Nagyecsed Rákóczi SE          | Ibrány SE            | Nagyhalászi SE                 |
| 2019/2020               | Nagyhalászi SE                | Nyírgyulaj KSE       | Mándok VSE                     |
| 2020/2021               | Tarpa SC                      | Nagyecsed Rákóczi SE | Újfehértó SE                   |
| 2021/2022               | Nyíregyháza Spartacus II.     | Ibrány SE            | Austria Juice-Vásárosnamény SE |
| 2022/2023               | Kállósemjén SE                | Újfehértó SE         | Nyííregyháza Spartacus II.     |
| 2023/2024               | Tarpa SC                      | Mátészalkai MTK      | Nagyecsed Rákóczi SE           |

## Külső hivatkozások
- A Szabolcs-Szatmár-Bereg vármegyei foci hivatalos honlapja
- Szabolcs Online